# フッキソウ属
フッキソウ属（フッキソウぞく、学名：Pachysandra 、漢字表記：富貴草属）はツゲ科の属の1つ。APG植物分類体系では、ツゲ科はツゲ目に分類される。

## 特徴
常緑の小低木。茎の下部は地面をはい、上部は立ち上がり、緑色になる。葉は互生し、托葉はない。花は、単性で雌雄同株、茎の先端に穂状花序になってつく。花弁はなく、花弁にみえるのは萼片。雄花には萼片が4個、雄蕊が4個、中央に退化雌蕊が1個あり、雌花には萼片が4個、中央に雌蕊が1個あり、花柱は2個、子房は2-3室あり、各室に2個の胚珠がある。果実は石果になる。
日本、台湾、中国、アメリカ合衆国に3種あり、日本には1種ある。

## 種
- タイワンフッキソウ Pachysandra axillaris Franch. -中国（福建省、広東省、江西省、陝西省、四川省、雲南省）、台湾に分布する[3]。
- Pachysandra procumbens Michx. -アメリカ合衆国南東部（アラバマ州、フロリダ州、ジョージア州、ケンタッキー州、ルイジアナ州、ミシシッピ州、ノースカロライナ州、サウスカロライナ州、テキサス州）に分布する[4]。
- フッキソウ Pachysandra terminalis Siebold et Zucc. -中国（甘粛省、湖北省、陝西省、四川省、浙江省）、日本（北海道、本州、四国、九州）に分布する[5]。

## ギャラリー
- Pachysandra axillaris
タイワンフッキソウ
- Pachysandra procumbens
- Pachysandra terminalis
フッキソウ